# Hideo Sasayama
Hideo Sasayama (jap. 笹山秀雄 Sasayama Hideo; ur. 9 stycznia 1968) – japoński zapaśnik w stylu wolnym. Olimpijczyk z Atlanty 1996, gdzie zajął dziewiąte miejsce w kategorii 52 kg.
Dwukrotny uczestnik mistrzostw świata, jedenasty w 1994. Srebrny medal na igrzyskach azjatyckich w 1990, szósty w 1994. Srebrny medalista mistrzostw Azji w 1996. Piąty w Pucharze Świata w 1994 roku.